# Keaweaheulu Kaluaʻapana
Keaveaheulu Kaluaapana (havajski Keaweaheulu Kaluaʻapana; stariji način pisanja: Keawe-a-Heulu) (? - 1804., Kaʻaʻawa, Oahu) bio je havajski poglavica visokog ranga, savjetnik kralja Kamehamehe I. Velikog.

## Biografija
Keawe je bio sin poglavice Heulua, pa je zato i zvan Keawe-a-Heulu - "Keave, sin Heulua". Njegova je majka bila plemkinja Ikuaana (havajski Ikuaʻana).
Bio je visoki poglavica Waianaea, mjesta na otoku Oahu te bratić Keoue Velikog. Heulu je bio polubrat kraljice Kamakaimoku, bake kralja Kamehamehe.
Keawe je pomogao Kamehamehi u borbi s njegovim bratićem Kiwalaom. 1791. pomogao mu je poraziti Keouu Kuahuulu.
Oženio je kraljicu Ululani te dobio dvoje djece: sina Naihea i kćer Keohohiwu, preko koje je bio djed Aikanake te predak kraljice Liliuokalani.